# Pléyada
Pléyada es el nombre que, por alusión a las siete estrellas llamadas Pléyades se aplica auna reunión de siete personas célebres y también de otras cosas, pero desde luego por analogía ninguna pléyada debe bajar ni exceder de siete personas.
Entre las pléyadas célebres figuran:
- Pléyada de Alejandría o Primera pléyada poética. Fue la que instituyó Tolomeo Filadelfo y que se componía de siete poetas contemporáneos, a saber: Calímaco, Apolonio de Rodas, Arato, Homero el Joven, Licofrón de Calasis, Nicandro y Teócrito
- Pléyada de Ronsard. Dícese de la que en el Renacimiento francés formaban Ronsard, Dorat, Joaquín du Bellay, Jodelle, Remi Belleau, Baïf y Ponthus de Thyard
- Pléyada filosófica. La formada por los siete sabios de Grecia
- Pléyada literaria de Carlomagno. Especie de academia fundada por este monarca y en la cual:
  - Alcuino era llamado Albinus
  - Angilberto, Homero
  - Adelardo, Agustín
  - Riculfo, Dametas
  - Carlomagno, David
  - Varnefrido y otro sabio de la época completaban la pléyada
- Pléyada Tolosana o Santa y sabia pléyada. La compañía de los mantenedores de la gaya ciencia en Toulouse.